# 天才てれびくん the STAGE
天才てれびくん the STAGE（てんさいてれびくんザステージ）は、『天才てれびくん』の舞台芸術作品。

## 概要
『天才てれびくん』の番組卒業生を集めて舞台化した作品。有料公演の舞台であるが、NHKが協力しており、映像ソフトの発売直前にテレビ放送される。

## 第一弾 〜てれび戦士REBORN〜

### 公演日程
東京公演
- 期間：2020年1月23日 - 2020年1月26日
- 会場：東京都千代田区 ヒューリックホール東京

大阪公演
- 期間：2020年2月01日 - 2020年2月02日
- 会場：大阪府大阪市中央区 COOL JAPAN PARK OSAKA

### 収録公演
2020年1月26日の東京公演をテレビ放送、映像ソフト化。

### テレビ放送
- 放送局：NHK Eテレ
- 放送日時
  - 本放送：2020年3月28日 土曜15:00 - 16:55
  - 再放送：2021年5月08日 土曜14:40 - 16:30
- 出典：[1][2][3]

### 出演者
- 大人てれび戦士
  - 前田公輝
  - 長江崚行
  - 鎮西寿々歌
  - ド・ランクザン望
- テンくんサイくん
  - 声 - 飯田里穂
- テレゾンビ党
  - 党首 - 高野洸
  - 悪役刑事 - 多和田任益
  - テニス・キング - 松村優
- てれび仙人
  - 麿赤兒（特別出演）
- てれび兄貴
  - 横山だいすけ
- その他
  - 篠ケ谷美穂
  - 山崎鈴
  - 大岩剣也
  - 白崎誠也
  - 寒川祥吾
  - 久田悠貴

### 歌
1. 「タイムマシーンでいこう」（1993年度 - 1995年度 オープニングテーマ）
2. 「テレゾンビ党の歌」（作詞：小林雄次、作曲：福岡ユタカ）
3. 「冒険少年R」（2012年度 MTK）
4. 「カラフル!」（2011年度 MTK）
5. 「てれび兄貴の歌」（作詞：小林雄次、作曲：福岡ユタカ）
6. 「夢のチカラ」（2009年度 MTK）
7. 「タイムマシーンでいこう」（1993年度 - 1995年度 オープニングテーマ）

### スタッフ
- 脚本 - 小林雄次
- 演出 - 井上テテ
- 美術 - 浦野康介
- 音楽 - 福岡ユタカ
- 振付 - 西嶋美幸
- アクション指導 - 竹田道弘
- 照明 - 阿部将之
- 音響 - 筧良太
- 映像技術 - 横山翼
- CG制作 - 小野修
- 衣装 - 広瀬水音
- ヘアメイク - 中原雅子
- 特殊造形 - 林屋陽二
- 演出助手 - 石田恭子
- 舞台監督 - 白石定
- 宣伝美術 - 土生清一郎、米田綾
- 宣伝写真 - 神ノ川智早
- 協力 - NHK
- 企画・制作
  - NHKエンタープライズ
  - エイベックス・エンタテインメント

### 映像ソフト
- 天才てれびくん the STAGE〜てれび戦士REBORN〜〔DVD / Blu-ray Disc〕（2020年3月31日、avex trax）

## 第二弾 〜バック・トゥ・ザ・ジャングル〜

### 概要
2020年のコロナ禍の前に無事開催されて大きな注目を集めた「天才てれびくん the STAGE〜てれび戦士REBORN〜」に次ぐ舞台第2作。前作とはキャストが大幅に変更されている。また、今作は現役の乃木坂46のメンバーがテレビ・舞台通じて初めて「天てれ」本編に登場する。

### 公演日程
東京公演
- 期間：2021年6月19日 - 2021年6月26日
- 会場：東京都渋谷区 渋谷区文化総合センター大和田 さくらホール

大阪公演
- 期間：2021年7月10日 - 2021年7月11日
- 会場：大阪府大阪市中央区 COOL JAPAN PARK OSAKA

### テレビ放送
- 放送局：NHK Eテレ
- 放送日時：2021年12月4日 土曜15:05 - 16:55（110分）
- 出典：[4][5]

### 出演者
- 矢部昌暉（DISH//）
- 長江崚行
- 伊藤理々杏（乃木坂46）
- 健人
- 加藤将
- 伊藤裕一
- 伊倉愛美
- 千葉一磨
- チャンカワイ（Wエンジン）
- 西川貴教（T.M.Revolution）（映像出演）
- 広瀬斗史輝
- 下司尚実
- PASSION
- 境秀人

### 歌
- 劇中歌（作詞・作曲：小林顕作、作詞：川尻恵太、編曲：遠藤ナオキ）
- 「Kick the EARTH」（2010年度MTK）
- 「オレンジ」（2007年度MTK）
- 「タイムマシーンでいこう」（1993年度 - 1995年度 オープニングテーマ）

### スタッフ
- 演出 - 小林顕作
- 脚本 - 川尻恵太
- 音楽 - 遠藤ナオキ
- 美術 - 片平圭衣子
- 振付 - 足立夏海
- アクション - 森貞文則
- 照明 - 坂本明浩
- 音響 - 原嶋紘平
- 映像 - ワタナベカズキ
- 特殊造形 - 清水克晋
- 衣装 - 内田あゆみ
- ヘアメイク - 瀬戸口清香
- 歌唱指導 - 詩菜
- 演出助手 - 友佳
- 舞台監督 - 津江健太
- 企画・制作
  - NHKエンタープライズ
  - エイベックス・エンタテインメント

### 映像ソフト
- 天才てれびくん the STAGE〜バック・トゥ・ザ・ジャングル〜〔DVD / Blu-ray Disc〕（2021年12月8日、avex trax）